# Louis Bosworth Hurt
Pour les articles homonymes, voir Bosworth et Hurt.
Louis Bosworth Hurt, né en 1856 et mort en 1929, est un peintre paysagiste britannique.

## Biographie et œuvre
Hurt est né à Ashbourne, dans le Nord du Derbyshire, en Angleterre. Il a été élève de George Turner, qui fut surnommé le John Constable du Derbyshire. Leurs peintures se ressemblent par leur style. Hurt et sa femme, Harriet, ont vécu dans le Derbyshire, où ils ont élevé un troupeau de highlands. Hurt est renommé pour ses peintures de ce troupeau et les études de cette race bovine qu'il a faites en Écosse. Il a aussi peint près de Bettwys-y-Coed, où il avait une résidence secondaire.
Hurt a exposé treize fois à la Royal Academy dans les années 1880 et 1890 et tenu des expositions en province. La Russell-Cotes Art Gallery and Museum (en) à Bournemouth possède une grande collection de ses peintures, ayant été fondée par l'un des clients de Hurt. Des peintures de Hurt se trouvent aussi à Reading, à Manchester, à Rotherham et à Sheffield. Les peintures qu'il a vendues de 7 à 40 livres à l'origine étaient évaluées à 80 000 livres en 2005.